# Trentepohlia (alg)
Trentepohlia is een geslacht van draadvormige groenwieren uit de familie Trentepohliaceae, die leven op bomen en struiken met vaste ondergrond, in symbiose in korstmossen en op vochtige rotsen.
Sommige Trentepohlia-soorten vormen een verbond met schimmeldraden, en vormen vaak fotobionten in korstmossen, zoals soorten in de korstmosgeslachten Graphis, Graphina, Gyalecta en Opegrapha. De opvallende oranjebruine kleur, die de kleur van het bladgroen verbergt, wordt veroorzaakt door de aanwezigheid van grote hoeveelheden aan carotenoïde-pigmenten.

## Voorbeeldsoorten
- Trentepohlia abietina
- Trentepohlia annulata
- Trentepohlia arborum
- Trentepohlia aurea
- Trentepohlia dialepta
- Trentepohlia iolithus
- Trentepohlia umbrina